# Bình Định FC
Pour les articles homonymes, voir Bình Định (homonymie).
Maillots
Actualités
Bình Định est un club vietnamien de football basé à Quy Nhơn.

## Palmarès
- Coupe du Việt Nam
  - Vainqueur : 2003, 2004
  - Finaliste : 2007